# 郭哲誠
郭哲誠，台灣作曲家、指揮家，現任高雄市國樂團指揮。
國立台灣藝術專科學校中國音樂科（現國立台灣藝術大學中國音樂學系）畢業，主修二胡，副修笛，1989年起獲聘高雄市實驗國樂團（現高雄市國樂團）專任副指揮，師從歷任駐團首席客席指揮陳能濟、關迺忠、閻惠昌、黃曉飛、胡炳旭學習樂隊指揮藝術。
譜曲作品有《北管聯奏》（與李東恆合作）、《台灣風采集》、《猴王鬧龍宮》（舞劇音樂）等，並受邀為采風樂坊「吟詩作對歌仔調」音樂會編曲。
曾隨團到中國（北京、廣州、珠海、上海、杭州、寧波、廈門、哈爾濱、瀋陽等）、回歸前英屬香港、美國（西雅圖、紐約）、瑞士（日內瓦）、義大利、韓國、澳大利亞（雪梨）舉行音樂會，擔當指揮重任。
與指揮家閻惠昌合作錄製《鄉土頌歌五十年》（分任指揮，閻惠昌監製）、《樂韻悠揚台灣情》（指揮，閻惠昌監製）音樂專輯。